# 지방도 제1114호선
지방도 제1114호선(추자로)은 대한민국 제주특별자치도 제주시 추자면 대서리와 예초리를 잇는 제주특별자치도의 지방도이다. 제주특별자치도를 구성하는 대표적인 군도 중 하나인 추자군도의 대표적인 도로라 하여 추자로란 도로명이 붙여졌다.

## 개요
상추자도와 하추자도를 연결하며, 1972년 추자대교가 건설되기 전에는 여객선을 통해 바다로 인해 끊어진 구간을 이었다. 본래 추자군도에는 각 마을을 잇는 도로가 폭 1m 정도의 소로에 불과해 차량 뿐만 아니라 바퀴가 달린 어떠한 교통수단도 이용하기 어려웠는데, 1964년 북제주군에서 추자도의 도로 개설 필요성을 느끼고 건설부와 제주도청에 지방도 지정 건의를 하여 지방도로 지정이 되었다. 지방도 지정 이후인 1965년 이 구간의 도로 개설에 필요한 보조비가 지급된 것을 당시 만성적인 식량 부족 문제를 앓고 있었던 추자도 주민에게 구호 양곡으로 풀어 추자도 주민의 식량문제가 해결되었고, 또한 상추자도와 하추자도를 잇는 교량 공사 착수 및 이에 대한 중앙정부의 지원이 되어 추자면의 경제에 큰 영향을 미쳤다.

## 역사
- 1965년 12월 27일: 지방도 지정[2]
- 1990년 8월 22일: 도로명을 추자로로 지정[3]
- 1995년 10월 5일: 지방도 노선 폐지 및 재지정[4]
- 2003년 4월 7일: 지방도 노선 폐지 및 재지정[5]
- 2013년 2월 20일: 제주시 추자면 신양리 610m 구간 노선 지정 변경 및 노선 연장 수정[6]

## 주요 경유지
- 제주시
  - 추자면
    - 상추자도 상추자도항 - 추자면사무소 - 대서리사무소 - 추자보건지소 - 영흥리사무소 - 영흥리 - 추자대교
    - 하추자도 추자대교 - 묵리 - 신양마을 - 추자파출소 - 추자초등학교 신양분교, 추자중학교 - 신양항 - 예초리 - 예초리포구

## 도로명
- 전 구간이 추자로로 지정되어 있다.

## 같이 보기
- 추자대교